# Source Code
|  | Denne artikel omhandler filmen. For konceptet, se Kildekode. |
Source Code er en fransk-amerikansk science fiction-film fra 2011, instrueret af Duncan Jones og skrevet af Ben Ripley.

## Medvirkende
- Jake Gyllenhaal som Colter Stevens
- Michelle Monaghan som Christina Warren
- Vera Farmiga som Colleen Goodwin
- Jeffrey Wright som Dr. Rutledge
- Michael Arden som Derek Frost
- Russell Peters som Max Denoff
- Scott Bakula som Donald Stevens, Colters far (stemme-cameo)
- Frédérick De Grandpré	som Sean Fentress (refleksion)
- Cas Anvar som Hazmi